# Johana Gazdíková
Johana Gazdíková (* 23. srpna 1978 Brno) je česká divadelní herečka, dcera herečky Jany Gazdíkové a sestra herce a režiséra Petra Gazdíka. Vystudovala střední ekonomickou školu, a poté brněnskou JAMU. Od 1. srpna 2005 má stálé angažmá v Městském divadle Brno.
Se svým bývalým manželem má syna Jakuba a se svým současným partnerem má další tři děti.

## Role vMěstském divadle Brno
- Filoména – Markéta Lazarová
- Denisa de Flavigny – Mam´zelle Nitouche
- Soulgirl II. – Jesus Christ Superstar
- Eponine – Bídníci (Bídníci)
- Singoalla – Balada o lásce (Singoalla)
- Jane – Čarodějky z Eastwicku
- Konstance Weber – Mozart!
- Mary Poppins – Mary Poppins
- Koňadra – Ptákoviny podle Aristofana
- Titánie – Sny svatojánských nocí
- Gudrun – Papežka
- Luisa – Zorro
- Gloria – Flashdance (muzikál)
- Georgie Bukatinská – Donaha!
- Dora – Devět křížů
- Paní Phelpsová – Matilda